# 女神異聞錄5 亂戰 魅影攻手
《女神異聞錄5 亂戰：魅影攻手》（簡稱「P5S」）是Atlus与光荣特库摩旗下Omega Force團隊合作开发的動作角色扮演遊戲，作為《女神異聞錄5》的延伸續作，其戰鬥系統襲承无双系列的動作风格，對來自《女神異聞錄5》的角色扮演系統則予以簡化，如移除了經營角色間日常社交的好感度系統。
官方定義本作為動作角色扮演遊戲，並非純粹的砍殺遊戲（傳統的無雙系列遊戲）。在官方宣傳影片PV02把本作定義為「女神異聞錄5 續篇」以及最後「P5-2」作為一瞬經過的標題。日版於2020年2月20日在任天堂Switch及PlayStation 4平台發售；繁體中文版於2020年6月18日正式發售，並同步推出PS4與NS版。歐美版将在2021年2月23日发售，同時Windows版於Steam平台上架，為《女神異聞錄系列》中第三款PC版遊戲。

## 遊戲系統
遊戲類型由女神異聞錄5的回合制角色扮演遊戲轉變為動作角色扮演遊戲，戰鬥系統改為源自無雙系列的動作風格，而來自P5的角色扮演系統則有部分簡化與削除。

## 故事簡介

### 故事劇情
主人公從東京離開半年後的暑假，「心之怪盜團」的大家在咖啡店「盧布朗」集合。
他們計劃利用這個暑假去露營與旅行，當中無意中進入了未知的異世界「監獄」。在那裏，在監獄的支配者「王」的命令下，陰影們奪走了同樣是誤闖的人們的願望。同時間，在日本各地發生了充滿謎團的奇異事件——「悔改事件」。警察認為這是跟過去1年半前到半年前，對壞人們改心的心之怪盜團類似，因此怪盜團成為了他們主要的嫌疑對象，對他們的追捕也秘密地開始。
「監獄」是跟過去心之怪盜團所見過扭曲欲望的世界「殿堂」有什麼關係？另外，「悔改事件」的背後操縱者是誰？心之怪盜團為了要證明自己是清白，再次穿上怪盜服，並且加入了新的夥伴。駕駛露營車前往日本各地旅行，在各個目的地，把扭曲的大人們內心醜陋的欲望奪走，從而變回原來的社會。避開警察監視的同時，開始解決一連串事件。

### 設定及用語
EMMA
- 配音員：渡邊美佐（日本）

最近盛行的人工智慧型手機應用程式，使用者只需語音輸入關鍵詞，程式的人工智慧便會自動搜索各種相關資訊。由於十分便利，所以深受大眾歡迎。然而，卻原因不明地擁有跟「異世界導航」類似的性能，能讓人格面具操縱者和使用者的陰影進出異世界。
悔改事件
主人公與怪盜團們分開約半年後頻繁出現的事件。人們的願望突然被奪走，開始造成了瀕死狀態的嚴重事故。
監獄
於日本各地出現的異世界，與前作P5的殿堂相似的異世界。每個監獄都由各自被稱為「王」的謎之人士所統治。
心之願望
誤闖異世界「監獄」中迷失的人們的心情或是思緒等所結晶化的寶石。被奪走「願望」的人其陰影會被囚禁在監獄，導致其在現實世界中也會對王有異常崇拜的狀態出現。
王所收集的「願望」通常不為實體，和殿堂中的寶物性質相似。

## 評價
| 汇总媒体   | 得分                              |
| ---------- | --------------------------------- |
| Metacritic | NS: 81/100 PC: 76/100 PS4: 83/100 |

| 媒体   | 得分  |
| ------ | ----- |
| Fami通 | 36/40 |

本作在日本的首周雙平台總销量达到16.2万套，PS4版和Switch版首週分别賣出11.6万套和4.6万套。截至2021年5月，本作在全世界的銷量已超過130萬套。

## 外部連結
- 官方网站：日文、繁体中文